# カルロス・フェルナンデス・ルナ
カルロス・フェルナンデス・ルナ（Carlos Fernández Luna, 1996年5月22日 - ）は、スペイン・アンダルシア州セビリア県セビリア出身のサッカー選手。プリメーラ・ディビシオン・レアル・ソシエダ所属。ポジションはFW。

## クラブ経歴
セビージャFCのカンテラから、2013年に傘下のセビージャ・アトレティコに昇格。同年12月18日のコパ・デル・レイのラシン・サンタンデール戦でトップチームデビュー。翌2014年3月2日のレアル・ソシエダ戦でラ・リーガ初出場。しかし、Bチームでゴールを量産するも、トップチームに定着出来ないシーズンを送る。
2018年8月30日、セグンダ・ディビシオンに降格したばかりのデポルティーボ・ラ・コルーニャへの1年間のローン移籍が発表。2018-19シーズンは2部リーグで10ゴールを記録。チームは昇格プレーオフ圏内の5位で終え、1回戦でマラガCFを下すも、決勝戦でRCDマジョルカに敗れた。
2019年8月14日、今度はリーガに復帰したグラナダCFへのローン移籍が発表。2020年3月5日のアスレティック・ビルバオとのコパ・デル・レイ準決勝2ndレグでは、アウェイゲームの1stレグを0-1で落とした状況から、後半30分に合計スコア1-1に追いつくゴールを決めたものの、その後ビルバオにアウェイゴールを許し、試合こそ2-1で勝利したものの、アウェイゴール差でチーム史上初の決勝進出はならなかった。
2021年1月24日、レアル・ソシエダと2027年6月までの契約を結んだ。